# Gabriel Green

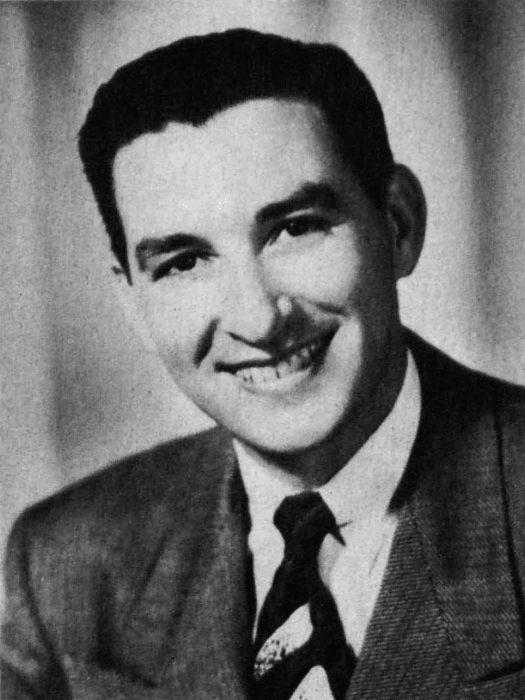
A photograph of Gabriel Green from before 1959

Gabriel „Gabe“ Green (* 11. November 1924 in Whittier, Kalifornien; † 8. September 2001 in Yucca Valley, Kalifornien) war ein US-amerikanischer Fotograf, Ufologe und unabhängiger Kandidat für die US-Präsidentschaft bei den Präsidentschaftswahlen 1960.

## Leben
Über Herkunft, Ausbildung und persönliche Verhältnisse Greens ist wenig bekannt. Mitte der 1950er Jahre war er in Los Angeles als Fotograf tätig.
1956 gründete er die Los Angeles Interplanetary Study Groups. Diese Vereinigung wurde 1959 in die Amalgamated Flying Saucer Clubs of America (AFSCA) umgewandelt; Green war bis zu seinem Tod 2001 ihr Präsident. Er war Herausgeber des AFSCA-Journals Flying Saucers International und publizierte 1967 zusammen mit Warren Smith das Werk Let´s Face the Facts about Flying Saucers (New York, Popular Library). Zeitweise soll die AFSCA 5000 Mitglieder in 24 Ländern gehabt haben. Ziel der Gesellschaft war die physische, spirituelle und ökonomische Emanzipation des Menschen.
Green behauptete, über hundertmal Fliegende Untertassen gesichtet und telepathisch Kontakt zu außerirdischen Raumfahrern gehabt zu haben. Diese stammten unter anderem von der Venus, dem Mars, dem Saturn, aus dem Planetensystem Alpha Centauri und dem Sternbild des Haars der Berenike.

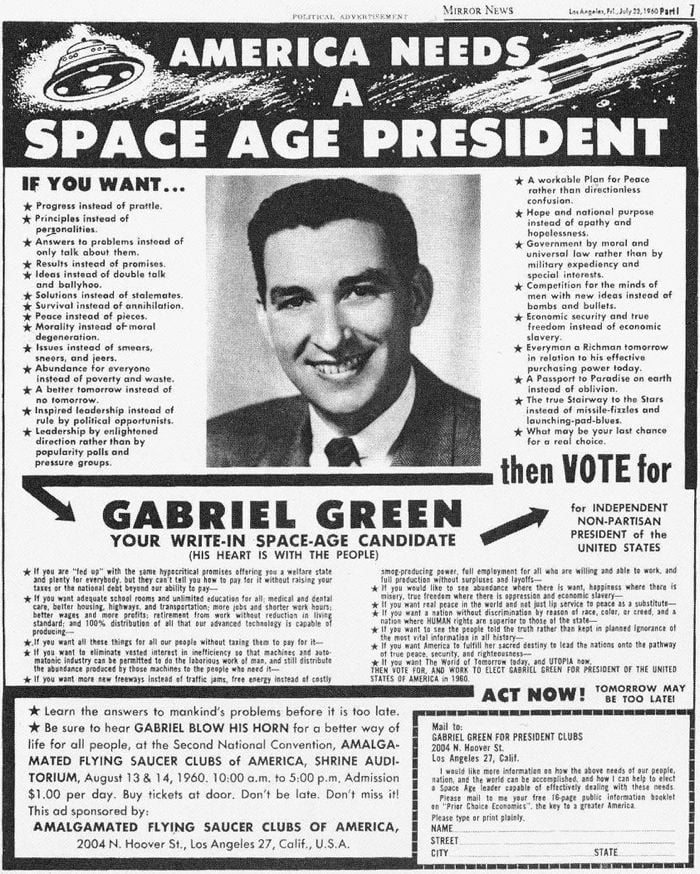
Newspaper advertisement for 1960 US presidential candidate Gabriel Green.

1960 wurde „Gabe“ von den „Weltraummenschen“ (Space People) aufgefordert, für das Amt des US-Präsidenten zu kandieren, um die Welt zu reformieren. Er trat unter dem Slogan  „America needs a Space Age president“ als unabhängiger Kandidat an, zog aber die Kandidatur zurück, um John F. Kennedy zu unterstützen. 1962 kandidierte er für den Sitz Kaliforniens im US-Senat. Bei den Vorwahlen erhielt er als Kandidat der Demokratischen Partei 171.000 Stimmen. 
Nach einer erneuten Kandidatur bei den Präsidentschaftswahlen 1972, diesmal für die so genannte Universal Party, unterstützt durch den Ufologen Daniel W. Fry (1908–1992), beendete Green offenbar seine politischen Aktivitäten. Wann die AFSCA aufgelöst wurde, ist unklar. Green verstarb am 8. September 2001 in Yucca Valley.